# ریستینومی
منطقه شهری ریستینومی (فنلاندی: Ristinummi) یکی از دوازده زیرمنطقه‌ واسا، فنلاند است. این زیرمنطقه در آخرین شمارش (۳۱ دسامبر ۲۰۱۷) ۷۱۸۴ نفر جمعیت داشته است.

## محله‌ها
- آلکولا (فنلاندی: Alkula)
- هاپانیمی (فنلاندی: Haapaniemi)
- وانها واسا (فنلاندی: Vanha Vaasa)
- ریستینومی (فنلاندی: Ristinummi)
- وانهاستاما (فنلاندی: Vanhasatama)